# 권득인
권득인(權得仁, 1805년 ~ 1839년 5월 24일(음력 4월 12일))은 조선의 천주교 박해 때에 순교한 한국 천주교의 103위 성인 중에 한 사람이다. 세례명은 베드로(Petrus)이다.

## 생애
권득인은 1805년에 서울의 한 천주교 집안에서 태어났다. 그는 어릴 적에 부친을 여의였다. 독실한 천주교 신자였던 그의 모친은 그가 16세 되던 해에 세상을 떠났다. 그의 어머니가 보여준 모범은 그를 훌륭한 천주교 신자로 만들었다. 그는 새벽 수탉이 울기도 전에 일어나 동틀 때까지 기도했다. 그는 모두에게 친절을 베푸는 사람으로 알려졌다.
그는 그의 어머니가 세상을 떠난 후에 결혼했다. 그는 처음에 약제상에서 일했었지만, 나중에 생계를 위해서 작은 규모로 장사를 시작했다. 그는 가난했지만, 불평하지 않았다. 그는 다른 곳으로 이사하고서 생계를 위해서만이 아니라 교회에 헌금하기 위해서 십자고상과 성물을 만들었다.
1839년 기해박해가 시작되고, 1월 16일에 그는 그의 가족들과 함께 체포되었다. 그는 포졸들에게 그의 묵주를 보여주며 그와 그의 가족은 모두 천주교인이라고 말했다. 그렇게 그들은 기해년의 박해 동안에 가장 먼저 체포된 가족이 되었다. 수원 근교에 있던 로랑조제프마리위스 앵베르 주교는 그 소식을 듣고 낙심한 천주교인들을 위로하고 격려하려 한양으로 올라왔다.
권득인과 그의 가족은 다양한 방법으로 심문과 고문을 받았다. 반면에 권득인의 아내와 처남은 고문을 참지 못하고 그들의 신앙을 부정하여 석방되었다. 감옥에 남은 권득인은 그들에게 마음을 바꾸라고 편지를 썼다. 그의 며느리 이 아가타의 증언에 따르면, 그의 아내는 자신의 배교가 잘못된 생각이었음을 시인하고 뉘우쳤다고 한다.
권득인은 포장에게 매우 엄하게 문초 받았다. "어찌하여 너는 천주교를 믿느냐?" "저희는 모두 천사와 사람 그리고 천지만물의 창조주이신 하느님께 감사드려야 합니다. 모든 사람들은 그분을 숭배해야 합니다." "동료 신자들의 이름을 대라." "저는 그럴 수 없습니다. 저의 종교는 다른 사람들에게 어떠한 해도 끼지지 말라고 가르치기 때문입니다."
그는 격심하게 고문받았고, 포장은 동료 수감자들에게 그를 때리라고 명령했다. 그들은 호되게 때리다가 그가 두번이나 죽은 줄로 알았다. 형조의 기록에 따르면, 그가 사형 선고를 받게 한 죄목 중에 하나는 종교 물품을 만들어 팔았다는 사실이다.
1839년 5월 24일(음력 4월 12일)에 그는 결국 35세의 나이로 소의문 밖에서 8명의 교우와 함께 참수되었다. 그의 목이 떨어질 때까지, 그의 얼굴에는 신비로운 미소가 떠나지 않았다고 전해진다.

## 시복 · 시성
권득인 베드로는 1925년 7월 5일에 성 베드로 광장에서 교황 비오 11세가 집전한 79위 시복식을 통해 복자 품에 올랐고, 1984년 5월 6일에 서울특별시 여의도에서 한국 천주교 전래 200주년을 기념하여 방한한 교황 요한 바오로 2세가 집전한 미사 중 이뤄진 103위 시성식을 통해 성인 품에 올랐다.

## 참고 문헌
- (영어) Catholic Bishop's Conference Of Korea. 103 Martryr Saints: 권득인 베드로 Petrus Kwon Tug-in 보관됨 2020-02-17 - 웨이백 머신